# Amnesia lacunare
L'amnesia lacunare è un particolare tipo di amnesia (disturbo della memoria a lungo termine) che interessa uno specifico periodo di tempo non ricordato dal paziente ma che è limitato ad alcune ore o al massimo a giorni, ossia un breve periodo. Essa si contrappone all'amnesia retrograda (che causa invece la perdita di memoria di tutto il passato del degente a partire da un evento-causa), all'anterograda (perdita di memoria che non compromette i ricordi passati, ma limita enormemente la capacità dell'individuo di memorizzare informazioni nuove a partire da un evento-causa) e alla globale (perdita totale della memoria).